# Кортрос
Кортрос — российская девелоперская компания. Входит в число системообразующих предприятий России в сфере строительства.
В 2020 и 2021 годах вошла в число 10 крупнейших застройщиков жилья России по рейтингу RAEX — 600, а в 2021 году — в число 20 крупнейших застройщиков и в ТОП-5 компаний, строящих жильё бизнес-класса по рейтингу Forbes.
Штаб-квартира компании расположена в Москве.

## История
Группа строительных компаний «Кортрос» была основана в 2005 году под названием «Ренова-СтройГруп» (РСГ), которая входила в холдинг «Ренова» Виктора Вексельберга
Начала работать как региональная компания, приступив к реализации района «Академический» в Екатеринбурге, который стал крупнейшим в России проектом комплексного освоения территорий. Проект предполагал возведение жилых домов, коммерческой недвижимости и социальных объектов.
В марте 2013 года группу переименовали в «Кортрос». Головная компания холдинга — ООО «Кортрос холдинг» — на 74,9 % принадлежит ООО «Ренова-холдинг рус».

## Собственники и руководство
- Президент ГК «Кортрос» Вениамин Голубицкий.
- Генеральный директор ГК «Кортрос» Станислав Киселев.

## Деятельность
Девелоперская компания осуществляет строительство жилья, инфраструктурных и коммерческих объектов в нескольких регионах России. С 2004 года компания построила более 3,5 млн квадратных метров жилья (по состоянию на 01.09.2022) в Москве и Московской области, Санкт-Петербурге, Екатеринбурге, Перми, Ярославле, Краснодарском крае.
В разные годы ГК «Кортрос» становилась «Девелопером года» премий Move Realty Awards, Urban Awards, «Рекорды рынка недвижимости». Проекты компании, как московские, так и региональные также в разное время становились победителями и финалистами различных отраслевых премий и конкурсов.
В 2019 году ГК «Кортрос» вошла в топ-20 рейтинга самых надежных застройщиков по версии Forbes.
В 2022 году ГК «КОРТРОС» награждена Министерством строительства и ЖКХ РФ за лучший энергоэффективный дом (в районе «Академический»).

### Финансовые показатели
В 2021 году объём реализации составил 45,491 млрд рублей.

### Рейтинговые оценки
- Рейтинговое агентство АКРА в 2018 году присвоило  ООО «Кортрос» рейтинговую оценку BB+(RU) со стабильным прогнозом. В 2019 году рейтинг был повышен до BBB-(RU), в 2021 - до BBB(RU), в 2022 до BBB+(RU). На этом уровне рейтинг подтверждался в 2023 и в 2024 годах[19].
- Рейтинговое агентство «Эксперт РА» присвоило в 2017 году ООО «Кортрос» рейтинговую оценку ruBBB- со стабильным прогнозом, в 2018 году рейтинг был понижен до ruBB-, в 2019 году отозван[20].

## Награды
- Международная премия PROEstate & Toby Awards «Девелопер года» в сегменте жилой недвижимости (2020)[21]
- Премия WOW Awards (2020) в категории «Команда года: девелопер»[22].
- Премия Urban Awards 2020, победа в трёх номинациях: «Премьера года» (ЖК «Равновесие»), «Девелопер года» и «Самый инвестиционно привлекательный проект» Московского региона (ЖК «Headliner»)[23][24].
- Девелопер № 1 Всероссийского конкурса «Рекорды рынка недвижимости» (2020)[25]
- Победа в двух номинациях премии «Move Realty Awards» (2021)[26].
- Победитель 14-й московской премии Urban Awards (2021)[27]
- Рейтинг лидеров рынка недвижимости по итогам премии «RЕПУТАЦИЯ» в номинации «Репутация компании. Девелопер» (2022)[18]
- Девелопер № 1 Всероссийского конкурса «Рекорды рынка недвижимости» (2022)[28]